# Кишинёвский округ
Кишинёвский округ — административно-территориальная единица Молдавской ССР, существовавшая в 1952—1953 годах. Административный центр — город Кишинёв.
Округ был образован 31 января 1952 года, когда вся территория Молдавской ССР была разделена на 4 округа.
Делился на 18 районов и 2 города окружного подчинения:
- Бравичский район — с. Бравича
- Вадул-луй-Водский район — с. Вадул-луй-Водэ
- Каларашский район — г. Калараш
- Карпиненский район — с. Карпинены
- Киперченский район — с. Киперчены
- Кишинёвский район — с. Дурлешты
- Корнештский район — п. Корнешты
- Котовский район — пгт Котовское
- Криулянский район — с. Криуляны
- Ниспоренский район — с. Ниспорены
- Оргеевский район — г. Оргеев
- Распопенский район — с. Распопены
- Резинский район — г. Резина
- Рыбницкий район — г. Рыбница
- Страшенский район — с. Страшены
- Сусленский район — с. Суслены
- Теленештский район — пгт Теленешты
- Унгенский район — г. Унгены
- город Кишинёв
- город Оргеев

15 июня 1953 года все округа Молдавской ССР были упразднены.